# Vinca difformis
Vinca difformis es una especie de planta medicinal perteneciente a la familia de las apocináceas. Es originaria de la cuenca del Mediterráneo.

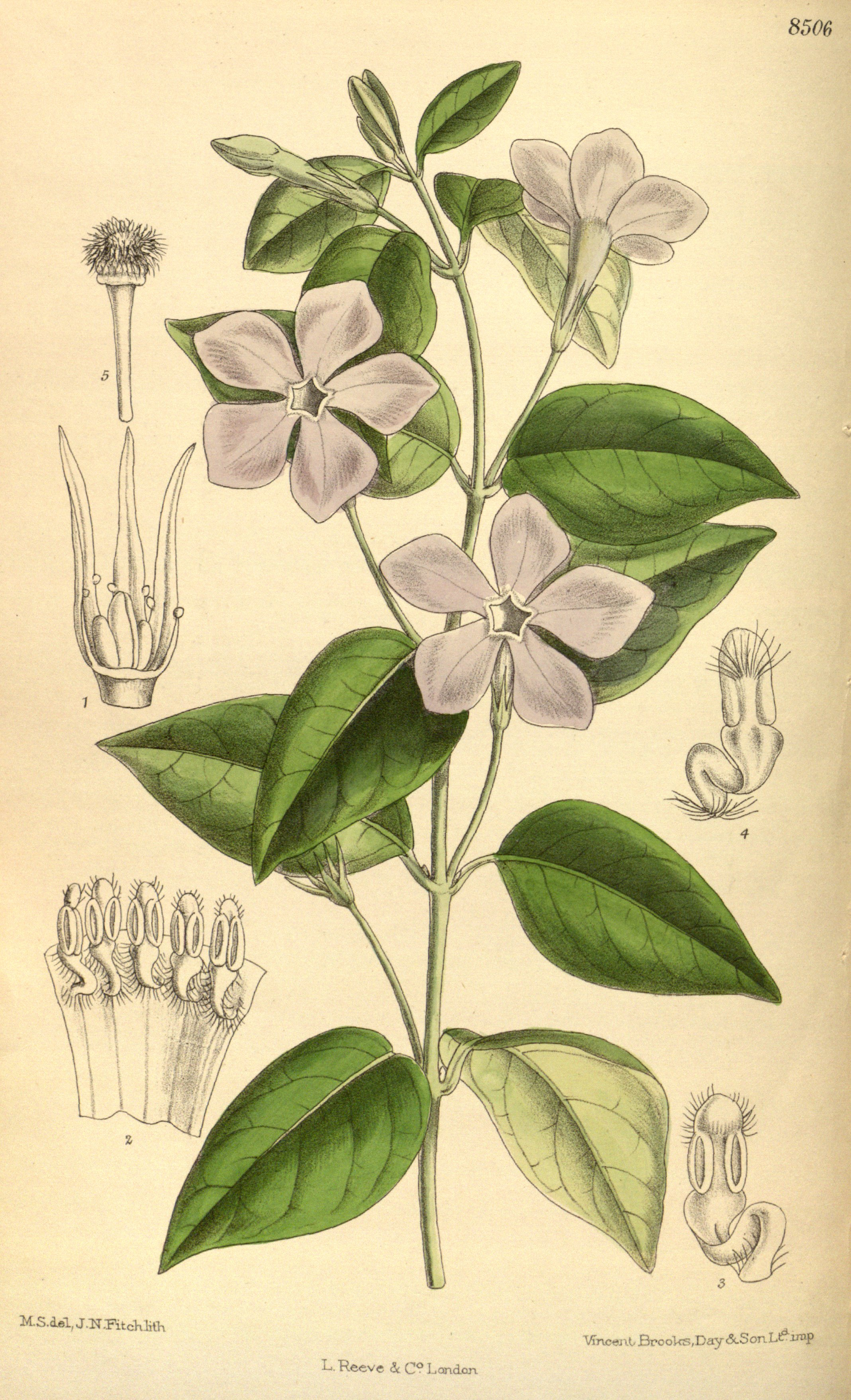
Ilustración

## Descripción
Vinca difformis se extiende por el suelo con largas ramas cubiertas por hojas redondeadas, brillantes y opuestas. Las flores son de color azul suave, a veces pueden parecer blancas, tienen un largo tubo que se abre en cinco lóbulos un poco asimétricos, que recuerdan un poco la imagen de una hélice. Florece durante el invierno y la primavera.

## Distribución y hábitat
Es originaria de la cuenca del Mediterráneo. En España se encuentra en Alicante, Valencia, Barcelona, Gerona, Islas Baleares, Tarragona y Málaga.  Es  camefito,  encontrándose en zonas sombrías, zarzales y márgenes de caminos y torrentes.

## Propiedades
Contiene alcaloides diferentes a los de las otras especies del género, entre los que destacan se encuentra la vincamedina y la sarpagina.

## Taxonomía
Vinca difformis fue descrita por Pierre André Pourret y publicado en On the Asclepiadeae 30. 1810.
Citología
Número de cromosomas de Vinca difformis (Fam. Apocynaceae) y táxones infraespecíficos: 2n=230.   2n=46.
Sinonimia
- Vinca intermedia

## Nombre común
- Castellano: alcandorea, alcandórea, alcandueca, arcandorea, arcandórea, barredera, correhuela, curcanza, flor de muerto, hierba doncella, hierba lechera, jazmín de burro, jazmines, jazmines de burro, jazminicos, macuecas, ojos de Cristo, ojos doncella de hoja ancha, pervinca, vinca, vincapervinca, yerba doncella, yerba lechera.[4]